# Felipe Massa
Felipe Massa (* 25. dubna 1981 Sao Paulo) je brazilský automobilový závodník, bývalý jezdec Formule 1, v současné době angažovaný týmem Venturi v šampionátu Formule E.

## Kariéra před Formulí 1
Pochází z Brazílie, ze Sao Paula, ale jeho dědeček přišel do této jihoamerické země z Cerignoli, města v Itálii. O závodění se začal zajímat v sedmi letech, když rozvážel pizzu. Závodit začal v osmi letech na motokárách a ve své první sezóně skončil čtvrtý. Dalších 7 let pokračoval v národních a mezinárodních motokárových soutěžích. V roce 1998 se přesunul do Formule Chevrolet a v tomto brazilském šampionátu skončil pátý. V další sezóně už ale získal v této soutěži titul, když vyhrál 3 závody z 10. Roku 2000 odletěl za moře, do Evropy, kde závodil v Italské Formuli Renault a zároveň v Evropské Formuli Renault. Obě tyto soutěže najednou vyhrál. Poté měl možnost jít do Formule 3, zvolil si však místo toho Formuli 3000. A udělal dobře, jelikož vyhrál 6 závodů z 8 a zajistil si titul. V té době si ho už začaly všímat týmy z F1, konkrétně Sauber, s kterým testoval a poté podepsal smlouvu závodního jezdce na rok 2002. V té době ještě závodil jako host za Alfu Romeo v Evropském šampionátu cestovních vozů.

## Kariéra ve Formuli 1

### 2002, 2004–2005: Sauber

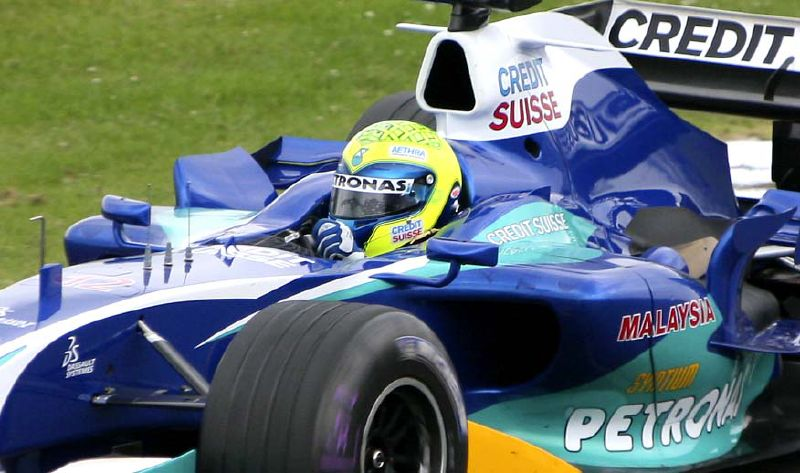
Massa ve voze Sauber při Grand Prix Velké Británie 2005.

Ve své nováčkovské sezóně byl Massa v týmu Sauber stájovým kolegou šampióna F3000 z roku 1999 Nicka Heidfelda. Massa ukázal, že jezdit umí, ale přesto se dopouštěl nováčkovských chyb. Ve své první sezóně tak Massa nasbíral 4 mistrovské body a jeho nejlepším umístěním bylo 5. místo v Grand Prix Španělska. Na konci sezóny dostal Massa stop na jeden závod, a tak ho při Grand Prix USA nahradil Heinz-Harald Frentzen. Přestože se Massa vrátil na poslední Grand Prix v Japonsku, Sauber podepsal na rok 2003 smlouvu s Frentzenem a Heidfeldem, Massa tak byl bez angažmá. Budoucnost už měl ale pojištěnou s Ferrari, které Sauberu Massu vlastně zapůjčilo.
V sezóně 2003 tak Massa pouze testoval u Ferrari a nabíral zkušenosti. Poté, když už hodně chyb napravil, Massa znovu podepsal smlouvu se Sauberem na rok 2004. V tomto roce nasbíral 12 bodů ze 34, které tým získal. Nejlépe se umístil při Grand Prix Belgie, kde dojel čtvrtý. Zbylých 22 bodů získal Massův týmový kolega Giancarlo Fisichella.
V roce 2005 Massa se Sauberem prodloužil smlouvu. Přestože získal jen 11 bodů, porážel svého týmového kolegu a mistra světa z roku 1997 Jacquese Villeneuva. Dokázal celkem čtyřikrát bodovat, nebýt ale okolností, mohlo být bodovaných umístění i více. Nejlépe, stejně jako v sezoně 2004, dojel čtvrtý (GP Kanady). Po sezóně Brazilec tým opustil a vydal se k Ferrari, kde ho čekala sezóna po boku Michaela Schumachera.

### 2006–2013: Scuderia Ferrari

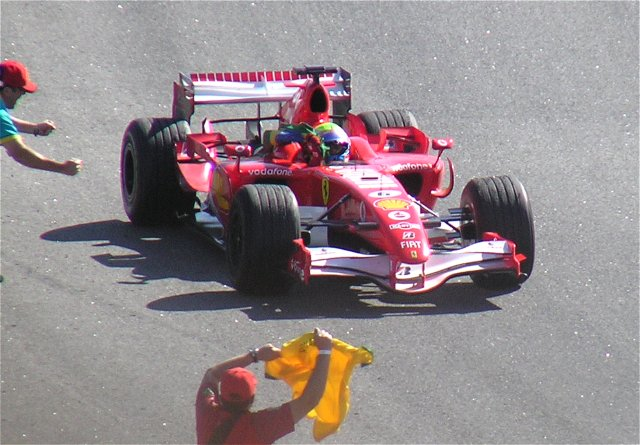
Massa oslavuje vítězství při Grand Prix Brazílie 2006.

#### 2006
Felippe Massa měl ve Ferrari dobrý start, v zahajovacím závodě v Bahrajnu se kvalifikoval jako druhý, a v Malajsii se propracoval z 21. místa na 5. místo, přičemž porazil stájového kolegu Michaela Schumachera, který startoval ze 14. pozice. I přes tyto dobré výkony, stále měl v trénincích a někdy i při závodech problém, nedostat se mimo trať nebo do „hodin“. V Australské Grand Prix havaroval v kvalifikaci a poté kolidoval s Christianem Klienem a Nicem Rosbergem v první zatáčce v závodě.
První stupně vítězů si Massa vyjel na okruhu Nürburgring, kde dojel třetí, za Michaelem Schumacherem a Fernandem Alonsem. První nejrychlejší kolo závodu zajel Brazilec ve Španělské Grand Prix. Massa v roce 2006 vybojoval ještě další 4 stupně vítězů: v USA, Francii a Německu a v Turecké Grand Prix zajel pole position a závod poté vyhrál.
Jeho další působení ve Ferrari bylo zajištěno poté, co Michael Schumacher oznámil 10. září, že ukončí po sezóně kariéru. 22. října Massa vyhrál svůj druhý závod a bylo to na domácí Grand Prix Brazílie. Stal se od roku 1993, kdy vyhrál Ayrton Senna, prvním Brazilcem, který na okruhu Interlagos zvítězil.
Celkově získal Massa 80 bodů a v pořadí skončil na třetím místě, za Michaelem Schumacherem a mistrem světa, Fernandem Alonsem.

#### 2007

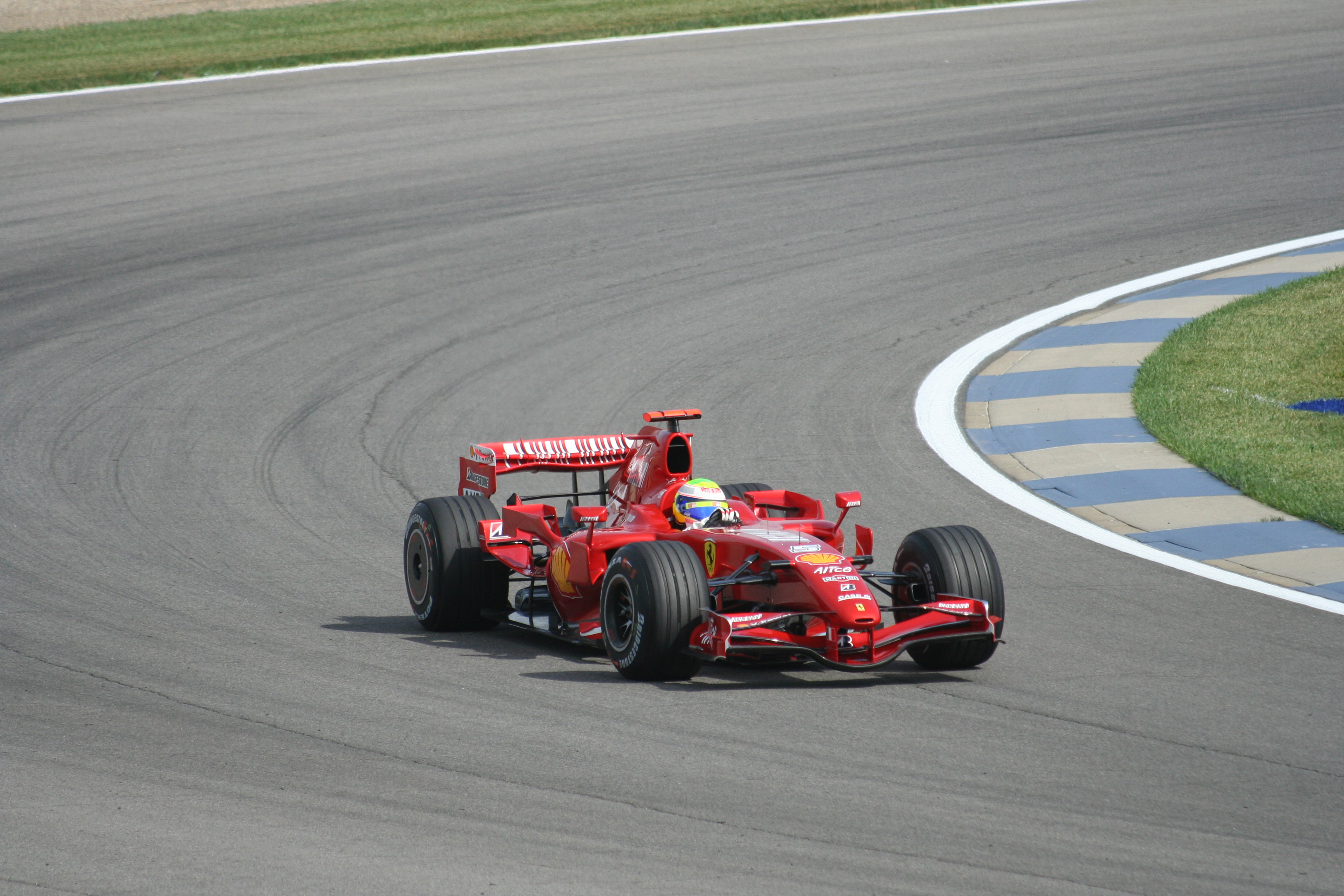
Massa během Grand Prix USA 2007

V předsezónních testech Massa prokázal, že je na sezónu řádně připraven, když na čtyřech z pěti okruhů zajel nejrychlejší kolo. Přesto pro něj sezóna nezačala dobře. V první Grand Prix v Austrálii, měl při kvalifikaci problémy s převodovkou a musel vyměnit motor. To ho stálo 10 míst na startovním roštu a Massa s týmem se rozhodli, že odstartuje z boxové uličky. Při své stíhací jízdě na okruhu v Melbourne, zajel Massa k mechanikům pouze jednou a vybojoval konečné šesté místo. Štěstí při Brazilci nestálo ani v dalším závodě v Malajsii, kde sice startoval z pole position, ale už v první zatáčce ho předjeli oba McLareny. Když jej předjížděl Lewis Hamilton, vyjel Massa z trati a ztratil další dvě pozice a spadl na 5. místo, na kterém nakonec závod dokončil. V dalších závodech se ale smůla už protrhla a Massa vyhrál závody v Bahrajnu a ve Španělsku a dojel třetí v ulicích Monaka.
V Kanadské Grand Prix byl Felippe diskvalifikován za opuštění pit lane při červených světlech. V druhé Grand Prix za mořem, v USA, dojel Massa třetí, za Alonsem a Hamiltonem. Při Grand Prix Francie vedl Massa celé startovní pole po dlouhou dobu, ale při zastávce v boxech ho předjel stájový kolega Kimi Räikkönen. V Grand Prix Velké Británie se Massa kvalifikoval na čtvrtém místě, ale při startu do zahřívacího kola mu zhasl motor a musel startovat z 21. místa a z boxů. Přesto se probojoval na páté místo a dojel za Robertem Kubicou. V druhé části sezóny střídal Felipe dobrá místa se špatnými. V Maďarsku byl až třináctý, ale v Turecku potřetí v sezóně vyhrál. A v Itálii zase nedojel. Tyto střídavé výsledky ho stály boj o titul a tak v posledním závodě už jen pomáhal Kimimu Räikkönenovi v honbě za titulem. Valnou část závodu v Brazílii Massa vedl, ale při druhé zastávce u mechaniků se předvedl jako týmový hráč a šikovně před sebe Kimiho pustil a výrazně mu tak dopomohl k zisku titulu. Z velké čtveřice v sezóně 2007 (Alonso, Hamilton, Räikkönen a Massa) sice obsadil až bramborovou pozici, jeho výkony ale splnily očekávání a v příštích sezónách už bude bojovat o titul i on.
V říjnu s Ferrari prodloužil smlouvu do roku 2010.

#### 2008

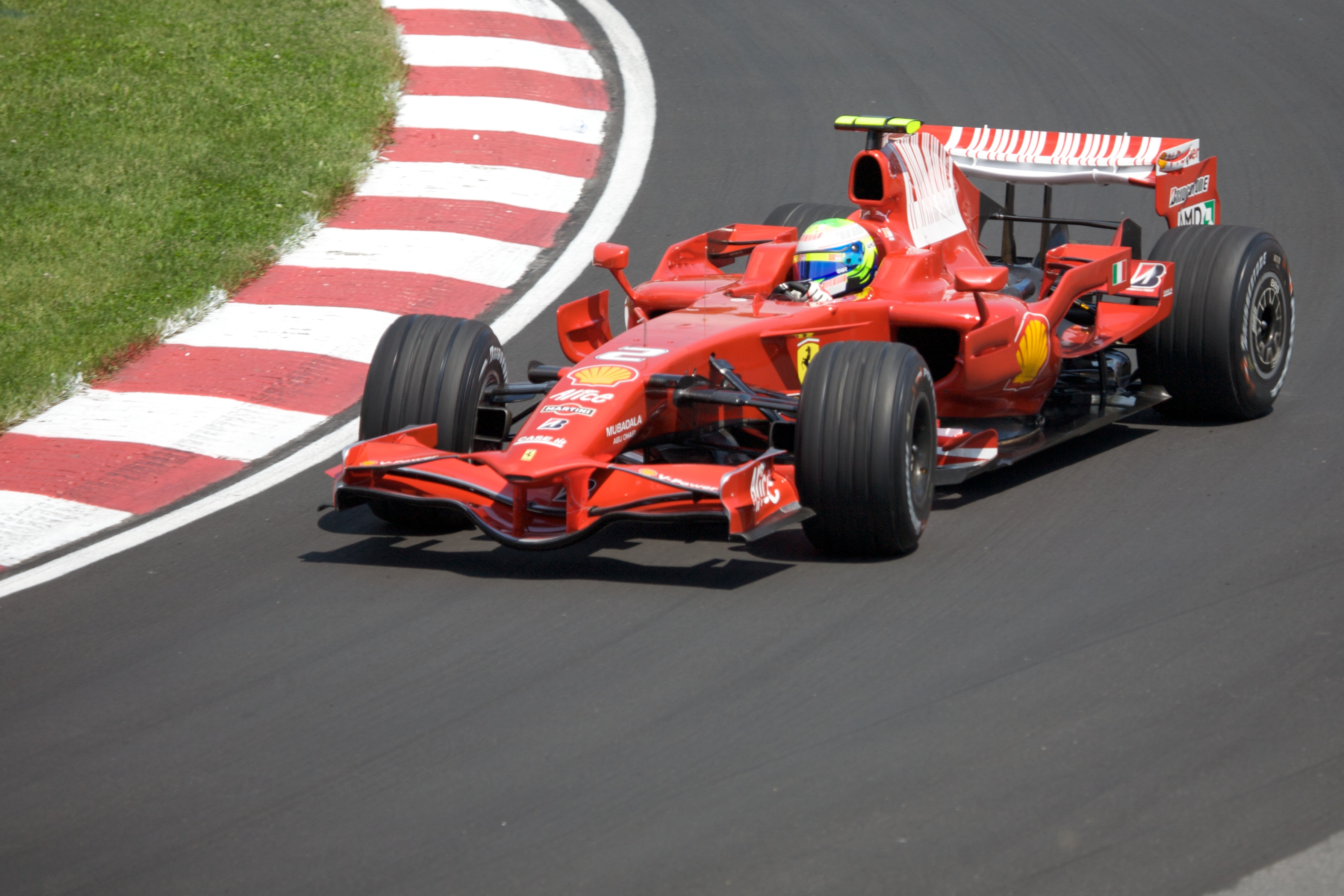
Massa během Grand Prix Kanady 2008

První dva závody nové sezony se mu moc nevydařily. V prvním závodě (GP Austrálie) kolidoval s Davidem Coulthardem, v GP Malajsie mu vypověděla službu technika. Stále se ale dobrými výsledky držel v boji o titul a po vítězstvích v GP Kanady a GP Francie se dostal do čela šampionátu. Avšak ani v polovině sezóny se jeho tým nevyvaroval chyb. Ve Velké ceně Maďarska, kdy od startu vedl, mu 3 kola před cílem náhle vypověděl službu motor. Ve Velké ceně Singapuru ho zase tým vypustil z boxů, zatímco měl v nádrži tankovací hadici. V závěru šampionátu i po své chybě v GP Japonska ztrácel na Hamiltona už sedm bodů, ztrátu ale dokázal trochu stáhnout a o titulu se rozhodovalo až v posledním závodě. Po dramatickém závěru GP Brazílie, kde Massa vedl a vyhrál stylem start–cíl, to nestačilo, aby Hamiltona porazil, a definitivně přišel o titul mistra světa. Titul připadl Felipe Masovi, který potřeboval dojet první. Po většinu závěru závodu, který se odjel v dešti, držel Lewise za zády Sebastian Vettel, který jel pátý, což by znamenalo, že by Hamilton měl stejně bodů jako Massa, ale méně vítězství, takže by titul připadl Felipemu. Dvě zatáčky před cílem ale oba předjeli Tima Glocka na Toyotě, který jako jediný nepřezul v dešti na pneumatiky do mokra, Hamilton dojel na potřebném pátém místě a vítěznému Felipemu nakonec mohly zbýt už jen oči pro pláč. Massa skončil s rozdílem jednoho bodu celkově druhý a ukázalo se to jako jeho nejlepší sezóna v kariéře.

#### 2009
Start do nové sezóny nevyšel ani Felipemu, ani celému Ferrari. Massa z prvních třech závodů dva nedokončil a jednou nebodoval. Špatně se vedlo i jeho týmovému kolegovi, Kimimu Räikkönenovi. První body pro Ferrari tehdy přišly až zásluhou šestého místa Räikkönena ve čtvrtém závodě, čímž byl vyrovnán historicky nejhorší vstup Ferrari do šampionátu. Od pátého závodu, GP Španělska, se mu konečně začalo dařit; v devátém závodě, GP Německa, se již umístil na stupních vítězů a po tomto závodě byl na průběžném pátém místě v klasifikaci pilotů. Během kvalifikace na další závod, GP Maďarska, ho ale do hlavy zasáhla asi osmisetgramová ocelová pružina uvolněná z vozu týmu Brawn GP jeho krajana a přítele Rubense Barrichella, Massa ztratil vědomí a havaroval v rychlosti téměř 200 km/h. Zranění nad levým okem si vyžádalo operaci lebky a jeho rekonvalescence trvala až do konce roku, takže Massa už se v této sezoně nevrátil. Jako náhrada byl nominován i Michael Schumacher, nakonec byl vybrán testman týmu Luca Badoer, který ovšem byl po nepřesvědčivých výsledcích nahrazen svým krajanem, také Italem, Giancarlem Fisichellou.

#### 2010
Začátek sezony 2010 ukázal formu Felipeho i Ferrari ve výborném světle. V úvodní GP Bahrajnu dojel Felipe 2., úspěch týmu ale jednoznačně potvrdilo 1. místo jeho nově příchozího týmového kolegy Fernanda Alonsa (piloti Ferrari tedy získali ceněný double). Po třetím místě v dalším závodě, GP Austrálie, ale Felipeho zastínili jak jezdci McLarenu, tak i Red Bullu a až do Velké ceny Německa se nedostal na stupně vítězů. V tomto závodě Massa po více než polovinu závodu vedl, poté ale, ve 49. kole dostal Felipe příkaz od týmu, aby před sebe pustil svého kolegu, který potřeboval body do šampionátu, a po prohození pozic se mezi závodníky nic nezměnilo, Alonso tedy vyhrál a Massa (stejně jako v Bahrajnu) dojel 2. V druhé polovině sezony se Massa dostal na stupně vítězů jen dvakrát, v Itálii a v Koreji, a sezonu zakončil zklamáním v domácí Velké ceně Brazílie, kde skončil na otřesném 15. místě. Celkově skončil Massa 6. s 144 body na kontě; byla to jeho nejlepší sezona pod novým kolegou Fernandem Alonsem.

#### 2011
Sezona 2011 se nadále nesla ve stínu událostí loňské GP Německa i narůstající nadvlády Fernanda Alonsa v týmu. Ferrari vědělo, že Alonso je schopen bojovat o titul, zatímco u Felipeho to po zranění oka nevypadalo reálně. Felipeho motivace také značně poklesla po zjištění, že není schopen Alonsa porážet. Podle toho také vypadaly výsledky – ze všech 19 závodů se Felipe nedostal ani jednou na stupně vítězů, pravidelně ho poráželi soupeři z McLarenu, Red Bullu a často také jezdci Lotusu Renault. Felipe byl nejlépe v sezoně pátý (6× – GP Malajsie, GP Evropy, GP Británie, GP Německa, GP Abú Dhabí a GP Brazílie), získal celkem 118 bodů a skončil opět na 6. místě, jakožto nejhorší z „Velké trojky“ – jezdců týmů McLaren, Red Bull a Ferrari.

#### 2012
Po šestnáctém místě v kvalifikaci na Grand Prix Austrálie vypadl ve 46. kole kvůli následkům kolize. Po dvanáctém místě v kvalifikaci obsadil v malajsijské velké ceně patnáctou příčku. Dvanáctý skončil i v kvalifikaci na Velkou cenu Číny a v závodě obsadil třinácté místo. Po 14. pozici v kvalifikaci na GP Bahrajnu i díky povedenému startu vybojoval první body v sezoně za deváté místo. V GP Španělska ze 16. místa dokončil patnáctý, když musel absolvovat trest průjezdu boxy, protože v části trati, kde byly vyvěšeny žluté vlajky, dostatečně nezvolnil. V monacké kvalifikaci obsadil sedmou příčku a v závodě si o jedno místo polepšil. V Belgii dojel na pátém místě poté, co jeho týmový kolega Alonso v první zatáčce kolidoval. V Itálii startoval ze třetí pozice, ale musel pustit týmového kolegu Fernanda Alonsa a dojel čtvrtý. Ve Velké ceně Singapuru dojel osmý po stíhací jízdě z posledního místa. V prvním kole musel do boxů a ztratil všechny pozice. V dobrých výkonech pokračoval i v dalších závodech a v Japonsku dojel na fantastickém druhém místě, a po dvou letech stál na pódiu. Tímto dobrým výsledkem si zajistil smlouvu s Ferrari na další rok. Ve Velké ceně Koreje dojel čtvrtý hned za svým týmovým kolegou. V GP Indie dojel na šestém místě. V noční Velké ceně Abú Dhabí dojel sedmý a posunul se z deváté pozice na sedmou v pořadí jezdců. V premiérové Grand Prix USA v texaském Austinu dojel čtvrtý za svým týmovým kolegou. Před posledním závodem držel sedmou pozici se 107 body. V posledním závodě v domácí Brazílii dojel za svým týmovým kolegou na třetím místě a slavil tak druhé pódium v sezóně. Celkově obsadil sedmou příčku s 122 body.

#### 2013
V roce 2013 Massa nastoupil ke své prozatím poslední sezoně za tým Scuderia Ferrari. Ačkoliv se jeho výkony lepší a dojíždí na třetím místě v Grand Prix Španělska 2013 a přidává také tři čtvrtá místa v GP Austrálie, Itálie a Indie, sedačku v Maranellu si neudrží. I přesto, že stejně jako v posledních dvou letech mu Ferrari dalo šanci na obhájení sedačky u týmu, tak Massa tentokrát nedokáže splnit jemu zadané cíle a v září roku 2013 Ferrari oznamuje, že se do týmu vrací Fin Kimi Räikkönen, který nahradí právě Massu po boku Fernanda Alonsa. Sezonu poměrně nešťastně ukončil 7. místem v domácí Velké ceně na Interlagosu, kde mu byla udělena kontroverzní penalizace průjezdu boxy za přejetí čáry u pit lane, načež Massa reagoval velmi podrážděně: „Unbelievable, FIA, unbelievable.. unbelievable!“ Po závodě se zvedla vlna kritiky, ale i podpory rozhodnutí ředitelství závodu, argumentem bylo, že jezdci byli na toto upozorňováni během celého víkendu. I tak ovšem Massova penalizace zůstává historicky první udělenou penalizací za přejezd pit lane v závodě. Po sezoně se konala rozlučková párty pro Felipeho jako poděkování za jeho letité služby Ferrari. Massa však nelení a místo pro rok 2014 nachází v britském týmu Williams,který si od jeho angažmá slibuje zlepšení pro tým.

### 2014–2017: Williams Martini Racing

#### 2014
10. listopadu 2013 tým WilliamsF1 oznámil, že s Massou podepsal smlouvu na 2 roky. Massovým týmovým kolegou byl 24letý finský jezdec Valtteri Bottas, který u týmu bude působil již druhou sezonu. Ve velké ceně Austrálie skončil po kolizi v 1. kole.Ve velkých cenách Bahrajnu a Malajsie získal sedmé místo, bohužel v Číně a Španělsku na rozdíl od svého týmového kolegy nedokázal bodovat. V monacké grand prix se Felipe vrátil na bodované příčky se ziskem sedmého místa. Při velké ceně Kanady bojoval o třetí příčku se Sebastianem Vettelem a Sergiou Pérezem a v předposledním kole s Pérezem kolidoval v první zatáčce. V Rakousku ovládl kvalifikaci a v závodě skončil na čtvrtém místě. Rakouská pole position byla poslední kterou získal ve Formuli 1. Grand prix Velké Británie nedokončil, při startu měl problémy s rozjezdem a následně v prvním kole kolidoval. Na německém Hockenheim ringu se kvalifikoval na třetím místě, ale hned v první zatáčce kolidoval s Kevinem Magnusenem a po děsivě vypadající nehodě závod nedokončil. V maďarské velké ceně dojel pátý. Po nevydařeném závodě v Belgii dokončil na třináctém místě. Velká cena v italské Monze se mu vydařila výrazně lépe, když dojel na třetím místě a získal první pódium v sezoně. Noční závod v Singapuru dokončil na pátém místě. V následující velké ceně Japonska dojel sedmý. Další závod v Rusku se mu nevydařil, dojel na 11. místě. Velká cena USA byla výrazně lepší, Felipe dojel čtvrtý jen 1.5 sekundy za pódiovým umístěním. Ve skvělé formě pokračoval nadále ziskem třetího místa v domácí velké ceně. Velice úspěšnou první sezonu s týmem Williams zakončil vynikajícím výsledkem v Abu Dhabi. Po startu ze čtvrté příčky se dostal na druhou pozici, ke konci závodu útočil na vítězství, které nakonec nezískal se strátou 2.5 sekundy na prvního Hamiltona. Sezonu dokončil na sedmém místě se ziskem třech pódiových umístění a 134 bodů.

#### 2015
Sezona Felipemu začala skvěle, když získal čtvrté místo v úvodní velké ceně Austrálie. V GP Malajsie dojel šestý. V následujícím závodě v Číně si Massa držel formu a dojel na pátém místě. Noční závod v Bahrajnu se mu příliš nevydařil a se ziskem jednoho bodu dokončil na desátém místě. Ve španělské Barceloně se Felipe vrací mezi elitu, když dojíždí šestý. Závod v ulicích Monte Carla se jezdcům Williamsu vůbec nevydařil a Felipe dojel na patnáctém místě. V této sezoně už GP Kanady dokončil a to na šestém místě. Loňskou pole position v Rakousku zopakovat nedokázal a získal v kvalifikaci čtvrtou pozici. Ovšem závod se Felipemu vydařil více než v minulé sezoně, díky zisku třetí pozice v cíli. Skvělou formu si držel i dál, osazením čtvrté příčky ve velké ceně Velké Británie. Při Grand Prix Maďarska opět propadli oba jezdci Williamsu a Massa dojel na dvanáctém místě před svým týmovým kolegou. Ve velké ceně Belgie se opět vrací forma a dojíždí čtvrtý. Velkou cenu v italské Monze dokončil na třetím místě. V Monze získal poslední pódium ve své kariéře ve Formuli 1. Po průjezdu cílem Felipe sdělil svým mechanikům: „Guys, I am too old for that.“ (Lidi, jsem na to příliš starý). Noční závod v Singapuru nedokončil, kvůli kolizi s Hulkenbergem ve dvanáctém kole při výjezdu z boxů, ve 30 kole z důvodu poškození vozu musel odstoupit. Grand Prix Japonska se Massovi nevydařila a dokončil ji na sedmnáctém místě se ztrátou dvou kol na vítěze. Štěstí se Felipemu vrátilo, když dojel čtvrtý v Rusku. Ovšem dlouho mu nezůstalo a v USA závod nedokončil. V GP Mexika dojel šestý. Závod v Brazílii dokončil na osmém místě, ale po skončení by diskvalifikován za přejetí čáry na výjezdu z boxové uličky. Poslední závod sezony dojel na osmém místě. Sezonu dokončil na šestém místě se ziskem dvou pódiových umístění a celkem 121 body.

#### 2016
Po předsezónních testech vypadalo, že Williams má skvělou formu, což se v první třetině sezony potvrdilo, ale zbytek už tak vydařený nebyl. První závod se vydařil a Felipe dojel pátý. Ve velkých cenách Bahrajnu až Monaka se pohyboval v druhé polovině první desítky. Závod v Kanadě nedokončil, když musel v 35. kole odstoupit z důvodu přehřívání vozu. Při GP Evropy v ulicích Baku se Felipe opět podíval do bodované desítky, se ziskem jednoho mistrovského bodu. V průběhu závodu se Massovi a mechanikům Williamsu podařilo vyrovnat rekord nejrychlejší zastávky v boxech s časem 1.92 sekundy. Tento rekord spoluvlastní Mark Webber s Redbull Racing z GP USA 2013. Následující čtyři závody se nedostal do bodované desítky, v Rakousku musel odstoupit kvůli problémům s brzdami, ale díky splnění limitu 90% závodu byl klasifikován na dvacátém místě. ve Velké Británii dojel jedenáctý, v Maďarsku osmnáctý. Velkou cenu Německa nedokončil po problému s zavěšením vozu. V Belgii si dojel po dlouhé době pro jeden mistrovský bod a při GP Itálie svůj výkon ještě o jednu pozici vylepšil. V Itálii také oznámil konec své závodní kariéry ve Formuli 1. Itálii si zvolil, protože zde má kořeny jeho rodina a také kvůli rokům, které strávil ve Ferrari. Následující dva závody v Singapuru a Malajsii nebodoval. Při velké ceně Japonska se dostal na deváté místo a odvezl si dva mistrovské body. V USA dokázal svůj výsledek o další dvě pozice vylepšit, a dokončil závod na sedmém místě. Následující velkou cenu Mexika si opět o dvě příčky pohoršil a dojel na devátém místě. Ve svém prozatím posledním domácím závodě v Brazílii za deštěm ztížených podmínek dostal smyk v poslední zatáčce a narazil do svodidel. Od zničeného vozu odcházel s brazilskou vlajkou na zádech za bouřlivého aplausu všech fanoušků. Při průchodu boxovou uličkou mu tleskali i všichni členové týmů. Při svém prozatímním závodě posledním závodě v Abu Dhabi si dojel pro deváté místo a skvělé rozloučení s F1. Sezonu zakončil na jedenáctém místě se ziskem celkem 53 bodů.

#### 2017
Williams přemluvil Massu aby podepsal smlouvu na rok 2017 kvůli odchodu Bottase do Mercedesu. Poté svojí kariéru ve Formuli 1 definitivně ukončil.

## Kompletní výsledky
| Legenda k tabulce | Legenda k tabulce                                                                       |
| Barva             | Výsledek                                                                                |
| ----------------- | --------------------------------------------------------------------------------------- |
| Zlatá             | Vítěz                                                                                   |
| Stříbrná          | 2. místo                                                                                |
| Bronzová          | 3. místo                                                                                |
| Zelená            | Bodované umístění                                                                       |
| Modrá             | Nebodované umístění                                                                     |
| Modrá             | Dokončil neklasifikován (NC)                                                            |
| Fialová           | Odstoupil (Ret)                                                                         |
| Červená           | Nekvalifikoval se (DNQ)                                                                 |
| Červená           | Nepředkvalifikoval se (DNPQ)                                                            |
| Černá             | Diskvalifikován (DSQ)                                                                   |
| Bílá              | Nestartoval (DNS)                                                                       |
| Bílá              | Závod zrušen (C)                                                                        |
| Světle modrá      | Pouze trénoval (PO)                                                                     |
| Světle modrá      | Páteční testovací jezdec (TD)                                                           |
| Bez barvy         | Netrénoval (DNP)                                                                        |
| Bez barvy         | Vyřazen (EX)                                                                            |
| Bez barvy         | Nepřijel (DNA)                                                                          |
| Bez barvy         | Odvolal účast (WD)                                                                      |
| Bez barvy         | Nezúčastnil se (prázdné)                                                                |
| Označení          | Význam                                                                                  |
| Tučnost           | Pole position                                                                           |
| Kurzíva           | Nejrychlejší kolo                                                                       |
| †                 | Jezdec nedojel do cíle, ale byl klasifikován, protože odjel více než 90 % délky závodu. |
| ‡                 | Byl udělován poloviční počet bodů, protože bylo odjeto méně než 75 % délky závodu.      |
| Horní index       | Umístění bodujících jezdců ve sprintu                                                   |

### Formule 1
| Rok                                         | Tým                       | Šasi                | Motor                              | 1       | 2       | 3       | 4      | 5       | 6       | 7       | 8       | 9       | 10      | 11      | 12      | 13      | 14      | 15      | 16      | 17      | 18      | 19     | 20      | 21    | Body | Umístění  |
| ------------------------------------------- | ------------------------- | ------------------- | ---------------------------------- | ------- | ------- | ------- | ------ | ------- | ------- | ------- | ------- | ------- | ------- | ------- | ------- | ------- | ------- | ------- | ------- | ------- | ------- | ------ | ------- | ----- | ---- | --------- |
| 2002                                        | Sauber Petronas           | Sauber C21          | Petronas 02A (Ferrari 050) 3.0 V10 | AUS Ret | MAL 6   | BRA Ret | SMR 8  | ESP 5   | AUT Ret | MON Ret | CAN 9   | EUR 6   | GBR 9   | FRA Ret | GER 7   | HUN 7   | BEL Ret | ITA Ret | USA     | JPN Ret |         |        |         |       | 4    | 13. místo |
| 2003: Felipe Massa se neúčastnil Formule 1. |                           |                     |                                    |         |         |         |        |         |         |         |         |         |         |         |         |         |         |         |         |         |         |        |         |       |      |           |
| 2004                                        | Sauber Petronas           | Sauber C23          | Petronas 04A (Ferrari 053) 3.0 V10 | AUS Ret | MAL 8   | BHR 12  | SMR 10 | ESP 9   | MON 5   | EUR 9   | CAN Ret | USA Ret | FRA 13  | GBR 9   | GER 13  | HUN Ret | BEL 4   | ITA 12  | CHN 8   | JPN 9   | BRA 8   |        |         |       | 12   | 12. místo |
| 2005                                        | Sauber Petronas           | Sauber C24          | Petronas 05A (Ferrari 054) 3.0 V10 | AUS 10  | MAL 10  | BHR 7   | SMR 10 | ESP 11† | MON 9   | EUR 14  | CAN 4   | USA DNS | FRA Ret | GBR 10  | GER 8   | HUN 14  | TUR Ret | ITA 9   | BEL 10  | BRA 11  | JPN 10  | CHN 6  |         |       | 11   | 13. místo |
| 2006                                        | Scuderia Ferrari Marlboro | Ferrari 248 F1      | Ferrari 056 2.4 V8                 | BHR 9   | MAL 5   | AUS Ret | SMR 4  | EUR 3   | ESP 4   | MON 9   | GBR 5   | CAN 6   | USA 2   | FRA 3   | GER 2   | HUN 7   | TUR 1   | ITA 9   | CHN Ret | JPN 2   | BRA 1   |        |         |       | 80   | 3. místo  |
| 2007                                        | Scuderia Ferrari Marlboro | Ferrari F2007       | Ferrari 056 2.4 V8                 | AUS 6   | MAL 5   | BHR 1   | ESP 1  | MON 3   | CAN DSQ | USA 3   | FRA 2   | GBR 5   | EUR 2   | HUN 13  | TUR 1   | ITA Ret | BEL 2   | JPN 6   | CHN 3   | BRA 2   |         |        |         |       | 96   | 4. místo  |
| 2008                                        | Scuderia Ferrari Marlboro | Ferrari F2008       | Ferrari 056 2.4 V8                 | AUS Ret | MAL Ret | BHR 1   | ESP 2  | TUR 1   | MON 3   | CAN 5   | FRA 1   | GBR 13  | GER 3   | HUN 17† | EUR 1   | BEL 1   | ITA 6   | SIN 13  | JPN 7   | CHN 2   | BRA 1   |        |         |       | 97   | 2. místo  |
| 2009                                        | Scuderia Ferrari Marlboro | Ferrari F60         | Ferrari 056 2.4 V8                 | AUS Ret | MAL 9   | CHN Ret | BHR 14 | ESP 6   | MON 4   | TUR 6   | GBR 4   | GER 3   | HUN DNS | EUR     | BEL     | ITA     | SIN     | JPN     | BRA     | ABU     |         |        |         |       | 22   | 11. místo |
| 2010                                        | Scuderia Ferrari Marlboro | Ferrari F10         | Ferrari 056 2.4 V8                 | BHR 2   | AUS 3   | MAL 7   | CHN 9  | ESP 6   | MON 4   | TUR 7   | CAN 15  | EUR 11  | GBR 15  | GER 2   | HUN 4   | BEL 4   | ITA 3   | SIN 8   | JPN Ret | KOR 3   | BRA 15  | ABU 10 |         |       | 144  | 6. místo  |
| 2011                                        | Scuderia Ferrari Marlboro | Ferrari 150° Italia | Ferrari 056 2,4 V8                 | AUS 7   | MAL 5   | CHN 6   | TUR 11 | ESP Ret | MON Ret | CAN 6   | EUR 5   |         |         |         |         |         |         |         |         |         |         |        |         |       | 118  | 6. místo  |
| 2011                                        | Scuderia Ferrari          | Ferrari 150° Italia | Ferrari 056 2,4 V8                 |         |         |         |        |         |         |         |         | GBR 5   | GER 5   | HUN 6   | BEL 8   | ITA 6   | SIN 9   | JPN 7   | KOR 6   | IND Ret | ABU 5   | BRA 5  |         |       | 118  | 6. místo  |
| 2012                                        | Scuderia Ferrari          | Ferrari F2012       | Ferrari 056 2,4 V8                 | AUS Ret | MAL 15  | CHN 13  | BHR 9  | ESP 15  | MON 6   | CAN 10  | EUR 16  | GBR 4   | GER 12  | HUN 9   | BEL 5   | ITA 4   | SIN 8   | JPN 2   | KOR 4   | IND 6   | ABU 7   | USA 4  | BRA 3   |       | 122  | 7. místo  |
| 2013                                        | Scuderia Ferrari          | Ferrari F138        | Ferrari 056 2,4 V8                 | AUS 4   | MAL 5   | CHN 6   | BHR 15 | ESP 3   | MON Ret | CAN 8   | GBR 6   | GER Ret | HUN 8   | BEL 7   | ITA 4   | SIN 6   | KOR 9   | JPN 10  | IND 4   | ABU 8   | USA 12  | BRA 7  |         |       | 112  | 8. místo  |
| 2014                                        | Williams F1               | Williams FW36       | Mercedes 1,6 V6                    | AUS Ret | MAL 7   | BHR 7   | CHN 15 | ESP 13  | MON 7   | CAN 12† | AUT 4   | GBR Ret | GER Ret | HUN 5   | BEL 13  | ITA 3   | SIN 5   | JPN 7   | RUS 11  | USA 4   | BRA 3   | ABU 2  |         |       | 134  | 7. místo  |
| 2015                                        | Williams F1               | Williams FW37       | Mercedes 1,6 V6                    | AUS 4   | MAL 6   | CHN 5   | BHR 10 | ESP 6   | MON 15  | CAN 6   | AUT 3   | GBR 4   | HUN 12  | BEL 6   | ITA 3   | SIN Ret | JPN 17  | RUS 4   | USA Ret | MEX 6   | BRA DSQ | ABU 8  |         |       | 121  | 6. místo  |
| 2016                                        | Williams F1               | Williams FW38       | Mercedes 1,6 V6                    | AUS 5   | BHR 8   | CHN 6   | RUS 5  | ESP 8   | MON 10  | CAN Ret | EUR 10  | AUT 20† | GBR 11  | HUN 18  | GER Ret | BEL 10  | ITA 9   | SIN 12  | MAL 13  | JPN 9   | USA 7   | MEX 9  | BRA Ret | ABU 9 | 53   | 11. místo |
| 2017                                        | Williams F1               | Williams FW40       | Mercedes F1 M08 EQ Power+          | AUS 6   | CHN 14  | BHR 6   | RUS 9  | ESP 13  | MON 9   | CAN Ret | AZE Ret | AUT 9   | GBR 10  | HUN WD  | BEL 8   | ITA 8   | SIN 11  | MAL 9   | JPN 10  | USA 9   | MEX 11  | BRA 7  | ABU 10  |       | 43   | 11. místo |

### Formule E
| Rok     | Tým                    | Šasi           | Pohonná jednotka                 | 1      | 2      | 3       | 4       | 5      | 6       | 7       | 8      | 9      | 10     | 11     | 12      | 13     | Body | Umístění  |
| ------- | ---------------------- | -------------- | -------------------------------- | ------ | ------ | ------- | ------- | ------ | ------- | ------- | ------ | ------ | ------ | ------ | ------- | ------ | ---- | --------- |
| 2018–19 | Venturi Formula E Team | Spark SRT05e   | Venturi VFE05                    | ADR 17 | MAR 18 | SAN Ret | MEX 8   | HKG 5  | SNY 10  | ROM Ret | PAR 9  | MON 3  | BER 15 | BRN 8  | NYC 16† | NYC 15 | 36   | 15. místo |
| 2019–20 | ROKiT Venturi Racing   | Spark-Mercedes | Mercedes-Benz EQ Silver Arrow 01 | ADR 12 | ADR 18 | SAN 9   | MEX Ret | MRK 17 | BER Ret | BER NC  | BER 19 | BER 10 | BER 13 | BER 16 |         |        | 3    | 22. místo |

### Výsledky v ostatních motoristických kategoriích
| Sezóna | Série                                   | Tým               | Vůz               | Závody | Vítězství | Pole Position | Podium | Body | Konečné umístění |
| 1998   | Formule Chevrolet Brazílie              |                   |                   |        |           |               |        |      | 5. místo         |
| 1999   | Formule Chevrolet Brazílie              |                   |                   | 10     | 3         |               |        |      | 1. místo         |
| 2000   | Formule Renault 2000 Eurocup            | Cram Competition  | Renault FR2000    | 9      | 3         | ?             | 4      | 140  | 1. místo         |
|        | Formule Renault 2000 Itálie             | Cram Competition  | Renault FR2000    | 8      | 4         | 4             | 5      | 147  | 1. místo         |
| 2001   | Euro 3000                               | Draco Junior Team | Lola T96/50-Zytec | 8      | 6         | 6             | 6      | 60   | 1. místo         |
|        | FIA European Super Touring Championship | Team Nordauto     | Alfa Romeo 156    | 4      | 0         | 0             | 0      | 71   | 23. místo        |